# Nina Dumbadze
Nina Dumbadze   (Odessa, 23 de gener de 1919 - Tbilisi, 14 d'abril de 1983) va ser una atleta soviètica, especialista en el llançament de disc, que va competir entre finals de la dècada de 1930 i començaments de la de 1950.
Dumbadze va néixer a Odessa de pare georgià. Posteriorment es va traslladar a Tbilisi, Geòrgia, on va començar a practicar l'atletisme el 1937. Dos anys després, als campionats soviètics, va llançar 49,11 metres i va batre el rècord mundial de Gisela Mauermayer de 48,31 metres. Dumbadze va continuar batent rècords mundials durant i després de la Segona Guerra Mundial, fins a deixar la marca en 57,04 metres l'octubre de 1952 a Tbilisi. Aquest rècord no seria superat fins elm 1960 per Tamara Press.
En el seu palmarès destaquen dues medalles d'or al Campionat d'Europa d'atletisme, el 1946 i 1950, així com els títols nacionals de 1939, 1943, 1944 i de 1946 a 1950. Fou la primera dona en superar els 50 metres en el llançament de disc
El 1952 va prendre part en els Jocs Olímpics de Hèlsinki, on va guanyar la medalla de bronze en la prova del llançament de disc del programa d'atletisme. En aquesta prova fou superada per les seves compatriotes Nina Romaixkova i Ielizaveta Bagriantseva.
En retirar-se passà a exercir d'entrenadora d'atletisme juntament amb el seu marit, Borís Diatxkov, que van entrenar durant cinc dècades els atletes georgians. El seu fill, Iuri Diatxkov, fou un decatleta olímpic.

## Millors marques
- Llançament de pes. 12,76 metres (1948)
- Llançament de disc. 57,04 metres (1952)[1][3]